# Pavlos Pavlidis
Pavlos Pavlidis (en grec Παύλος Παυλίδης; s.XIX - 1968) va ser un tirador grec que va prendre part en els Jocs Olímpics de 1896, a Atenes.
Pavlidis va disputar tres proves de tir. En la prova de rifle militar, 200 m va guanyar la medalla de plata amb 1.978 i 38 dels 40 trets encertats. En la prova de rifle militar en tres posicions es desconeix la posició exacta, però se sap que acabà per sota de la cinquena posició. En la prova de pistola militar a 25 metres finalitzà en una posició indeterminada entre la sisena i la tretzena posició.